# NGC 6220
NGC 6220 est une vaste galaxie spirale située dans la constellation d'Ophiuchus. Sa vitesse par rapport au fond diffus cosmologique est de 6 943 ± 40 km/s, ce qui correspond à une distance de Hubble de 102,4 ± 7,2 Mpc (∼334 millions d'al). NGC 6220 a été découverte par l'astronome américain Lewis Swift en 1887.
En raison d'une brillance de surface égale à 14,16 mag/am2, on peut qualifier NGC 6220 de galaxie à faible brillance de surface (LSB en anglais pour low surface brightness). Les galaxies LSB sont des galaxies diffuses (D) avec une brillance de surface inférieure de moins d'une magnitude à celle du ciel nocturne ambiant.
La classe de luminosité de NGC 6220 est I-II.